# Жут
Жут (на хърватски: Žut) е остров в Адриатическо море, територия на Хърватия. Влиза в състава на Корнатските острови. Намира се между островите Пашман и Корнат. Площ 14,83 km². Широк е 2 km. Най-високата точка е връх Губавац (174 m). Има стръмни брегове и добре разчленена брегова линия, както и многобройни заливчета като Лука, Хиляча, Сарушчица, Жут, Бизиковица и др.
На Жут няма постоянни заселници, но някои рибари и земеделци от Муртер имат къщи на него и го посещават от време на време. На острова растат маслинови и смокинови дървета, както и грозде.